# Бадья (приток Берёзовой)
Бадья — река в России, протекает по Чердынскому району Пермского края. Устье реки находится в 80 км по правому берегу реки Берёзовая. Длина реки составляет 14 км.

## Течение
Исток реки на западных предгорьях Северного Урала в 11 км к западу от посёлка Вижай. Река течёт на юг по ненаселённой, всхолмлённой местности. Приток — Бадьинская Рассоха (правый). Впадает в Берёзовую у скалы Серый Камень в 13 км к юго-западу от посёлка Вижай.

## Данные водного реестра
По данным государственного водного реестра России относится к Камскому бассейновому округу, водохозяйственный участок реки — Кама от водомерного поста у села Бондюг до города Березники, речной подбассейн реки — бассейны притоков Камы до впадения Белой. Речной бассейн реки — Кама.
Код объекта в государственном водном реестре — 10010100212111100006109.